# Alle, Schweiz
Alle är en ort och kommun i distriktet Porrentruy i kantonen Jura, Schweiz. Kommunen har 1 907 invånare (2023).